# Tibor Klampár
Tibor Klampar (30 aprile 1953) è un ex tennistavolista ungherese, vincitore della Coppa del mondo individuale nel 1981.